# NO (映画)
『NO』（ノー、原題：No）は、パブロ・ラライン監督による2012年のチリ・フランス・アメリカ合衆国の映画。『トニー・マネロ』『Post Mortem』に続く、ピノチェト独裁政権三部作の完結編で、アントニオ・スカルメタ脚本の舞台『El Plebiscito』を原作としている。1988年のチリを舞台とし、ピノチェト独裁政権の是非を問う国民投票における反対派のキャンペーン活動が描かれている。
2012年5月18日に第65回カンヌ国際映画祭の監督週間で上映され、日本では10月25日に第25回東京国際映画祭のコンペティション部門で上映された。

## ストーリー
1988年、15年間に渡り軍事政権を率いてきたピノチェト将軍は、独裁を非難する国際的な圧力を受け、政権の信任を問う国民投票を実施すると発表した。投票日までの27日間、ピノチェト派「Yes」と反ピノチェト派「No」は1日15分間のテレビCMを深夜に放送することが認められた。「No」を率いる左派連合のメンバー、ウルティアは、フリーの広告マンで長年の友人であるレネに「No」のためのCMを作ってほしいと依頼する。初めは気乗りしなかったレネだが、次第に広告マンとしてのプライドを刺激され、本格的に「No」のCM制作にのめり込んでいく。
レネは広告マン仲間のアルベルトやフェルナンドと共にチリの未来を描いた明るいCMを制作するが、「独裁に苦しむ人々の心情を無視している」と左派連合のメンバーたちから批判されてしまう。左派連合のメンバーたちは最初から国民投票を出来レースだと考えており、ただ独裁を批判するだけのCMを作ろうとしていた。家族が独裁の犠牲になったフェルナンドもこれに同調するが、レネはあくまでも国民投票に勝利するため、「独裁の恐怖」ではなく「独裁後の未来」を描くCMを作り続ける。
そして、国民投票のためのテレビCMが放送を開始する。「Yes」の政府幹部たちは負けるはずがないと高を括り、従来のテレビ番組で流していたピノチェトを賛美するだけのCMしか用意していなかったが、「No」のCMを見て焦り始め、レネの上司であるグスマンをCM制作の責任者に任命し、本格的なCM作りを始める。グスマンは「No」のCMを模倣した形のネガティブ・キャンペーンを展開し、同時に政権幹部に依頼して「No」のメンバーたちを監視させ、妨害工作を行わせる。しかし、レネの作った明るいCMは確実にチリ国民の心をつかみ、国内世論は拮抗状態となる。
10月5日、国民投票当日は国際的な注目が集まる中で実施され、その日の内に開票が行われる。「No」陣営は独自に開票を進めるが、途中で陣営事務所が停電してしまい、さらに事務所の前には陸軍と警察の部隊が集結していた。ピノチェトが選挙結果を反故にする気ではないかと騒ぎ出すメンバーたちだったが、国営放送が「No」の優勢を伝え始め、次第に陸軍と警察の部隊も撤退を始める。さらに、軍事政権幹部のマテイ空軍司令官が「国民投票は『No』の勝利」と断言したことで、ピノチェト政権の敗北が確実となった。独裁の終焉を祝う「No」のメンバーと国民の姿を尻目に、レネは息子のシモンとともに事務所を後にした。元の広告マンに戻ったレネは、グスマンとともに新しいテレビドラマCMのプレゼンテーションを行っていた。グスマンはレネに敗れた失意に打ちのめされ、レネのプレゼンに力なく賛同するだけだった。
2年後、モネダ宮殿で大統領就任式が行われ、新大統領に選ばれた左派連合のエイルウィンが、退任するピノチェト将軍から大統領肩章を受け取り、互いに握手を交わした。

## 登場人物
レネ・サアベドラ
演 - ガエル・ガルシア・ベルナル
テレビCMを制作する広告マン。一時期、軍事政権を避けて国外で活動していたが、政権の緩和政策により帰国する。
ルチョ・グスマン
演 - アルフレド・カストロ
レネが務める広告会社の上司。政権に近い立場を取り、「Yes」のCM制作を引き受ける。
ホセ・トマ・ウルティア
演 - ルイス・ニェッコ
左派連合の中心メンバー。レネを批判するメンバーを説得し、CM制作を認めさせる。
アルベルト
演 - マルシアル・タグレ
レネの友人であり師匠。レネに請われて「No」陣営に参加する。
フェルナンド
演 - ネストル・カンティリャナ
左派連合のメンバーのカメラマン。CM制作を巡ってレネと対立する。
ベロニカ
演 - アントニア・セヘルス
レネの妻。反ピノチェト活動家で、度々警察に逮捕されている。
シモン
演 - パスカル・モンテロ
ネレの息子。
大臣
演 - ハイメ・バデル
軍事政権の閣僚で、「Yes」の責任者。

## 製作
2008年に本作の企画が持ち上がり、監督のララインは実際に「No」に参加していた関係者にインタビューを行ったが、本作の前にララインが制作した『Young and Wild』が暴力的な作品だったため、制作に消極的な反応を受けた。撮影には1980年代当時のカメラやテープを使用している。これは、撮影された映像と1980年代のアーカイブ映像の違和感をなくすために使用されており、「Yes」「No」陣営のCMや、終盤でレネが制作したテレビドラマ『美女と勇者たち』のCMなど、映画全体の30%がアーカイブ映像で構成されている。
主人公レネ・サアベドラは、実際に「No」のCM制作に参加したマヌエル・サルセドとエンリケ・ガルシアの2人をモデルとしており、サルセドとガルシアは「Yes」のメンバー役、政権幹部役としてカメオ出演している。また、ピノチェトの後任として大統領に就任したパトリシオ・エイルウィンが、本人役で出演している。

## 賞歴
受賞
- 第65回カンヌ国際映画祭：監督週間アートシネマアワード[9]
- テッサロニキ国際映画祭：Open Horizons部門観客賞
- ハヴァナ映画祭：最優秀作品賞
- サンパウロ国際映画祭：観客賞
- ナショナル・ボード・レビュー：外国語映画賞
- ヘルシンキ国際映画祭：観客賞
- シネマ・フォー・ピース：アワード2013
- 国際シネフィル協会：未公開最優秀作品賞
- Premios ACE（スペイン語版）：最優秀作品賞

ノミネート
- 第85回アカデミー賞：アカデミー国際長編映画賞[10]